# Raunchy
Raunchy – duńska grupa muzyczna, wykonująca muzykę z nurtu metalcore (gatunek nie jest ten jednak jedynym, przywoływanym w kontekście zespołu). Powstała w 1994 roku w Danii.

## Muzycy
Obecny skład zespołu
- Kasper Thomsen - Śpiew
- Jeppe Christensen - instrumenty klawiszowe/śpiew
- Morten Toft Hansen - Perkusja
- Jesper Andreas Tilsted - Gitara/instrumenty klawiszowe
- Jesper Kvist - Gitara Basowa
- Lars Christensen - Gitara rytmiczna

Byli członkowie
- Lars Vognstrup - śpiew (1994-2004)

## Dyskografia
- Velvet Noise - 2001
- Decemberklar (single) - 2002
- Confusion Bay - 2004
- Death Pop Romance - 2006
- Velvet Noise Extended - 2007
- Wasteland Discotheque - 2008
- A Discord Electric - 2010